# Uroš Predić
Uroš Predić (Урош Предић, Predics Uros – Orlód, 1857. november 25. – Belgrád, 1953. február 11.) a 19. század végének és a 20. század első felének egyik legnagyobb hatású akadémikus (realista) szerb festője.

## Életpályája
Édesapja Petar Predić görögkeleti (ortodox) lelkész volt Orlódon. Előbb szülőfalujában, majd Cserépalján szerb nyelvű elemi iskolába járt. A középiskolai tanulmányait a pancsovai Magyar Királyi Állami Reálgimnáziumban végezte (1869–1876). Szerb ösztöndíjjal Bécsbe ment a Művészeti Akadémiára festészet tanulni. Nagy hatással volt rá a történeti festészet professzora Christian Griepenkerl (1839–1912). Egy portréjáért Gundel-díjat kapott (A haragos kislány – 1879). Akadémia tanulmányai befejeztével (1880) mestere magánstúdiójában dolgozott, és az Akadémia asszisztense volt (1883–1885). Azokban az években Gripenkerl Theophil Edvard von Hansen (1813–1891) építésszel együtt dolgozva a bécsi parlament 13 frízét festette meg, amely munkában Predić is részt vett.
Családi kötelességei haza szólították a magyarországi Bánátba. Orlódon egy sor képet festett a falusi parasztemberekről (1885–1889). A Szerb Királyságba, Belgrádba költözött (1890), s haláláig ott volt az állandó otthona, bár onnan is hosszabb-rövidebb ideig Újvidéken (1890), majd Óbecsén (1893) és ismét évekre Orlódon tartózkodott (1894–1909). Ezekben az években több mint 60 festményt festett; az életében készített ikonosztázionok (Óbecse (1889–1893), Perlasz (1894–1898), Orlód (1926–1928), Grgeteg-kolostor (1901–1902), Ruma, Pancsova (1908)…) mintegy 1000 ikonjának legtöbbjét ekkor festette. Oltárképeinek művészi szépsége, értéke alapján a közelmúlt évszázadainak egyik legjelentősebb szerb ikonfestője lett. A szerb történelem eseményeit megjelenítő képeivel nemzete egyik szeretett és ismert művészeként ismerték és ismerik ma is.
Visszatérve Belgrádba már folyamatosabban, haláláig a városban élt (1909–1953). Egy-egy elvállalt festői feladat teljesítésére, vagy képei kiállításának megnyitójára hagyta el a fővárost. Így rövidebb ideig tartózkodott Óbecsén (1923), a Bogdan Dunđerski kastélyhoz épült kápolna ikonjainak elhelyezésekor.
Az egyik alapítója volt a művészek „Lada”-Társaságnak (1904), melynek hosszú ideig elnöki tisztét töltötte be. A Szerb Királyi Akadémia tagjának választották (1909/1910), és ugyancsak alapítója és első elnöke volt Belgrádban a Képzőművész Egyesületnek (1919). Képeivel részt vett az 1889-es párizsi világkiállításon. Önálló kiállításai voltak: Belgrád (1888, 1910, 1920, 1949), Újvidék, Karlóca, Pancsova és Versec (1890).
Haláláig fáradhatatlanul dolgozott. Néhány hónappal halála előtt elesett, és eltörte a lábát. Belgrádban hunyt el 96. életévében. Kívánsága szerint szülőfalujában, a bánáti Orlódon temették el.

## Alkotásai (válogatás)
- Torony a holdfényben (1874 – Kula na mesečini)
- Fiú a kirakat előtt (1879 – Decak pred izlogom)
- A Kutina-dülő Orlódon (1880 – Kutina kod Orlovata)
- Látomás a felhőkben (1887 – Vizija u oblacima)
- Árva az anyja sírjánál (1888 – Siroče na majčinom grobu)
- A kis filozófus (1888)
- Vidám cimborák (1888/1889? – Vesela braća)
- Hercegovinai menekülők (1889 – Hercegovački begunci)
- Amoretti (1891)
- Lázár cár lemond a földi királyságról (1900 – Knez Lazar se ordiče zemaljskog carstva)
- Betekintés a rózsakapun (1916 – Pogled kroz luk ruža)
- Akt (1917)
- Lány a kútnál (1918; 1936 – Devojka na studencu)
- A koszovói lány (1919 – Kosovka devojka)
- Szent Száva megáldja a szerbeket (1921– Sv. Sava blagosilja Srpchad)
- Szent Miklós megmenti a hajótörötteket (1932)

Portrékból:
- A haragos kislány (1887)
- Szorgalmas kezek
- Morva lány (Lány kékben –1879/1880)
- Olasz lányka (1882)
- A szép Ágnes (1882)
- Natalia királynő (1890)
- Aleksandar Karadjordjevic herceg
- Nikola Markovic (1891)
- Milan Savić (1900)
- Asszony fehérben (1905)
- Bogdan Dundjerski, óbecsei földbirtokos (1908)
- Zorka Predić Popović (1911)
- Kislányportré (1912)
- Nikola Nestorovic (1914)
- Önarckép (1916)
- Olga Kosanovič (1916)
- Marko Murat (1919)
- Djordje Jovanovic, szobrász (1919)
- Zivojin Misic tábornagy
- Jovan Zuovic (1921)
- Petar I Karadjordjević király (1921)
- Irinej Ćirić püspök (1923)
- Konstanrin Danil
- Zagorka (1937)

## Fordítás
Ez a szócikk részben vagy egészben  az   Uroš Predić című angol Wikipédia-szócikk ezen változatának fordításán alapul.  Az eredeti cikk szerkesztőit annak laptörténete sorolja fel. Ez a jelzés csupán a megfogalmazás eredetét és a szerzői jogokat jelzi, nem szolgál a cikkben szereplő információk forrásmegjelöléseként.

## Képek

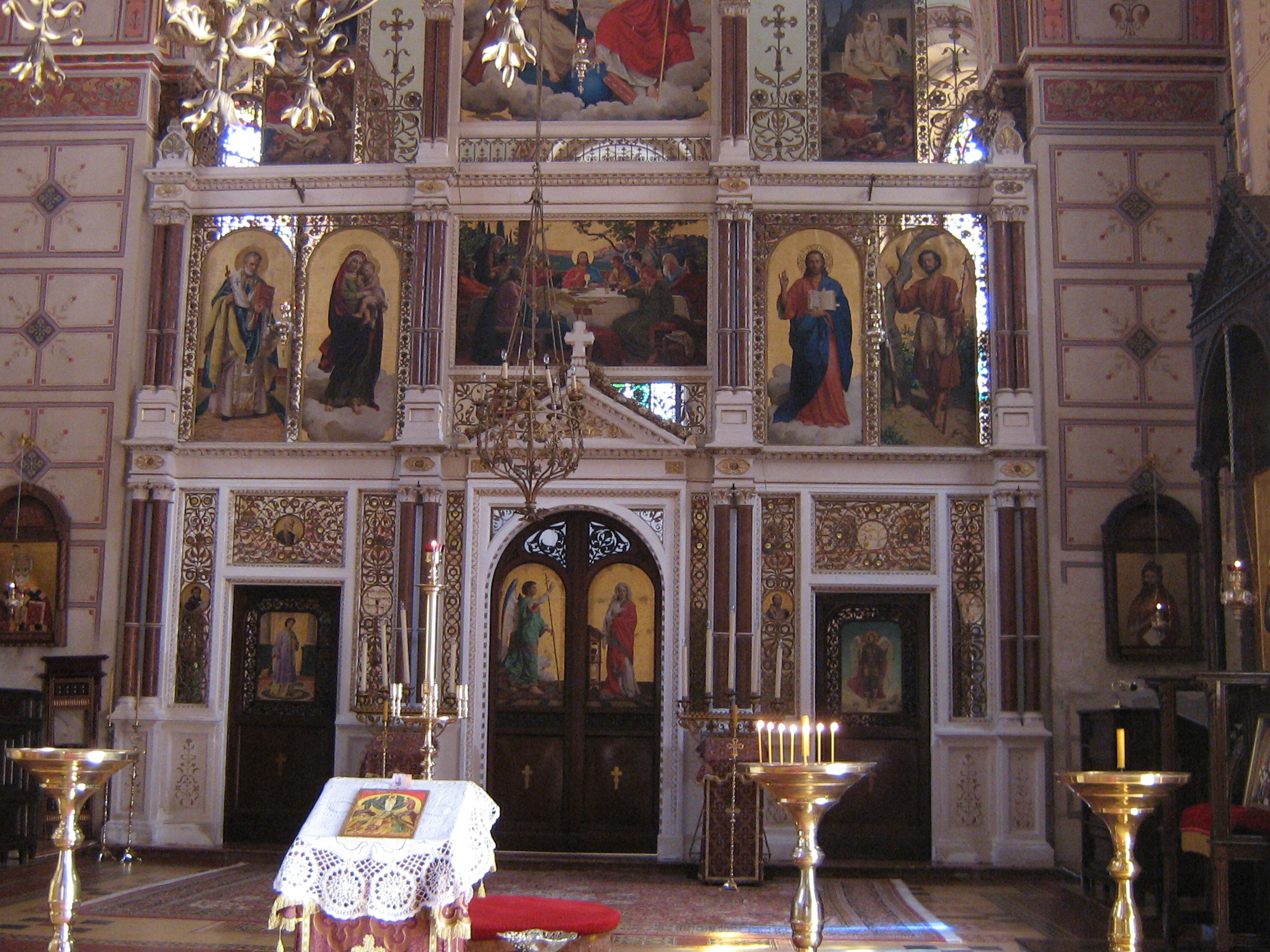
A Grgeteg-kolostor ikonosztázionja
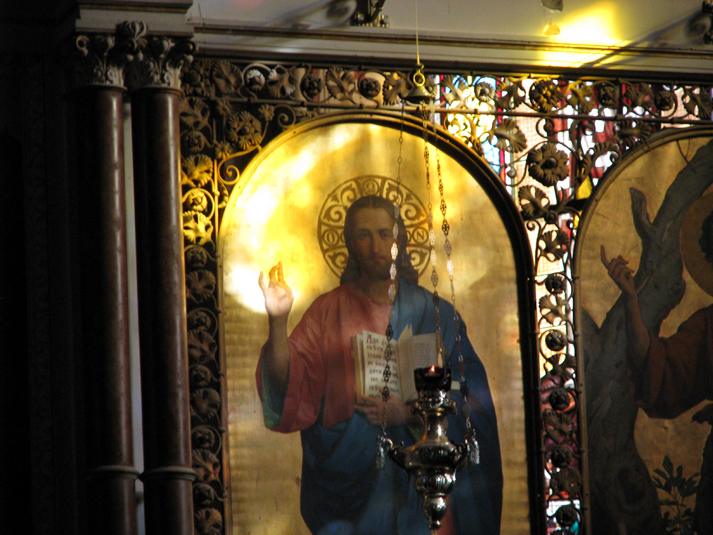
A Jézus képe a Grgeteg-kolostor ikonosztázionjából
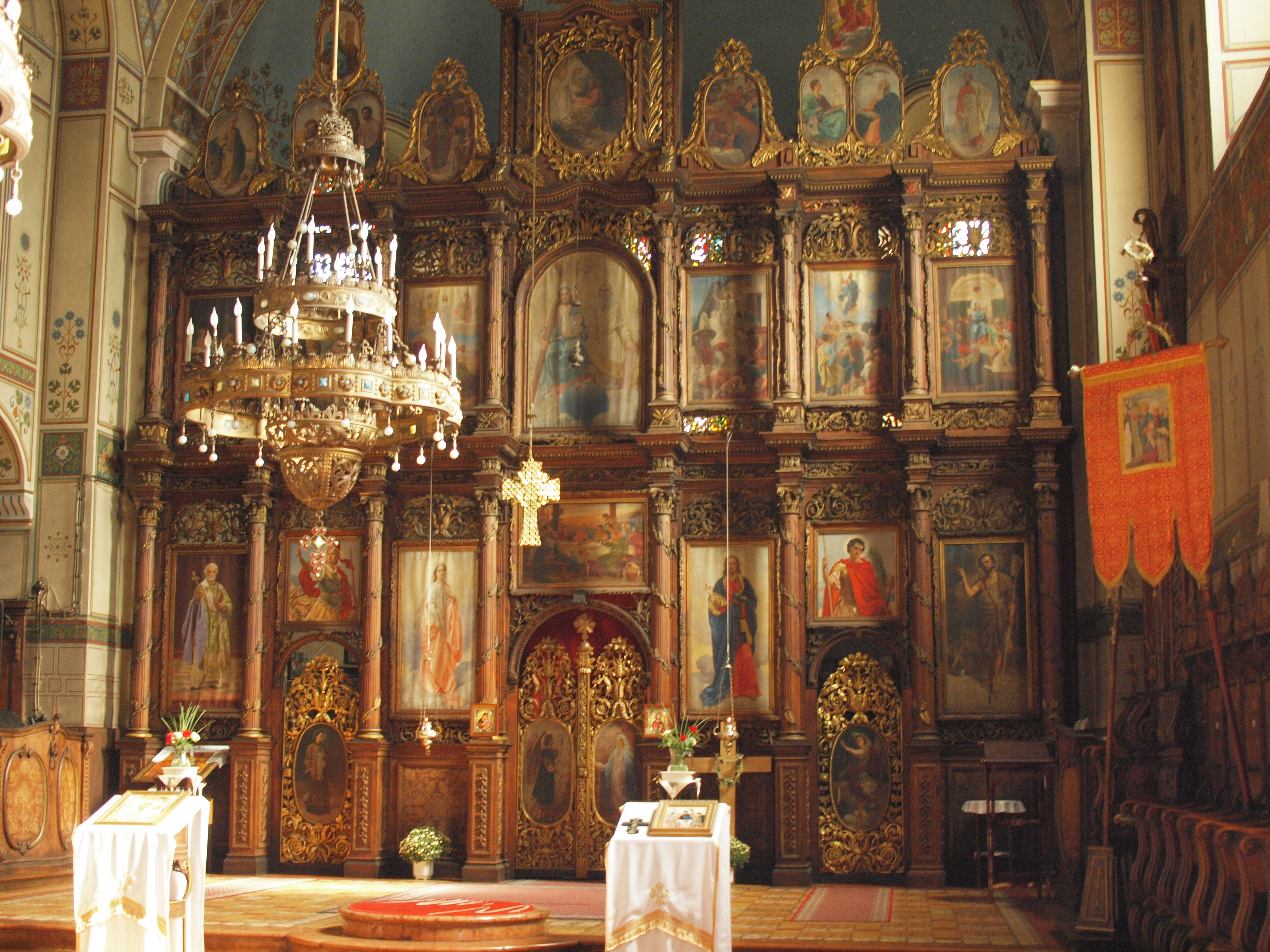
A rumi ikonosztázion
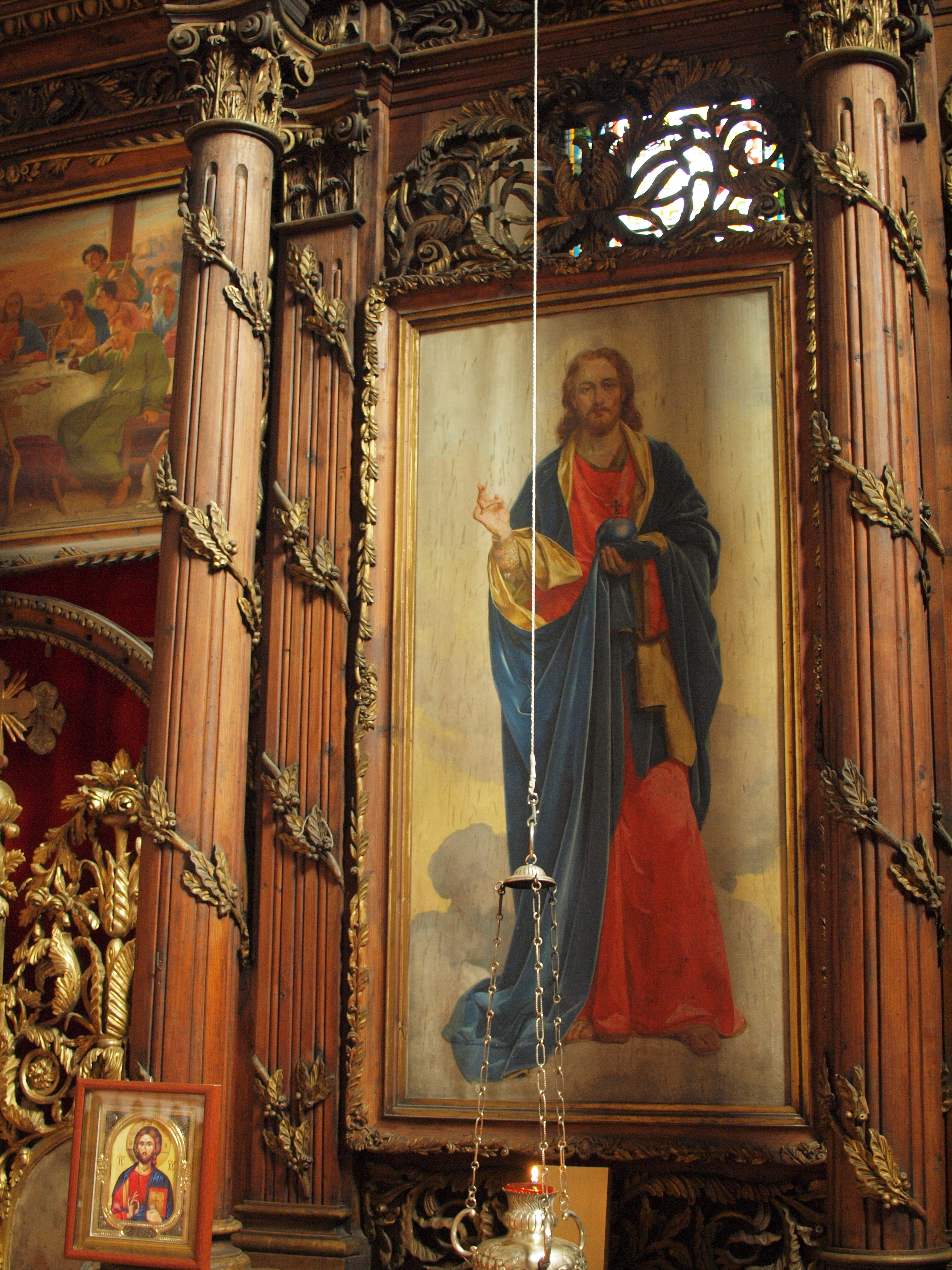
Jézus képe a rumai ikonosztázionból
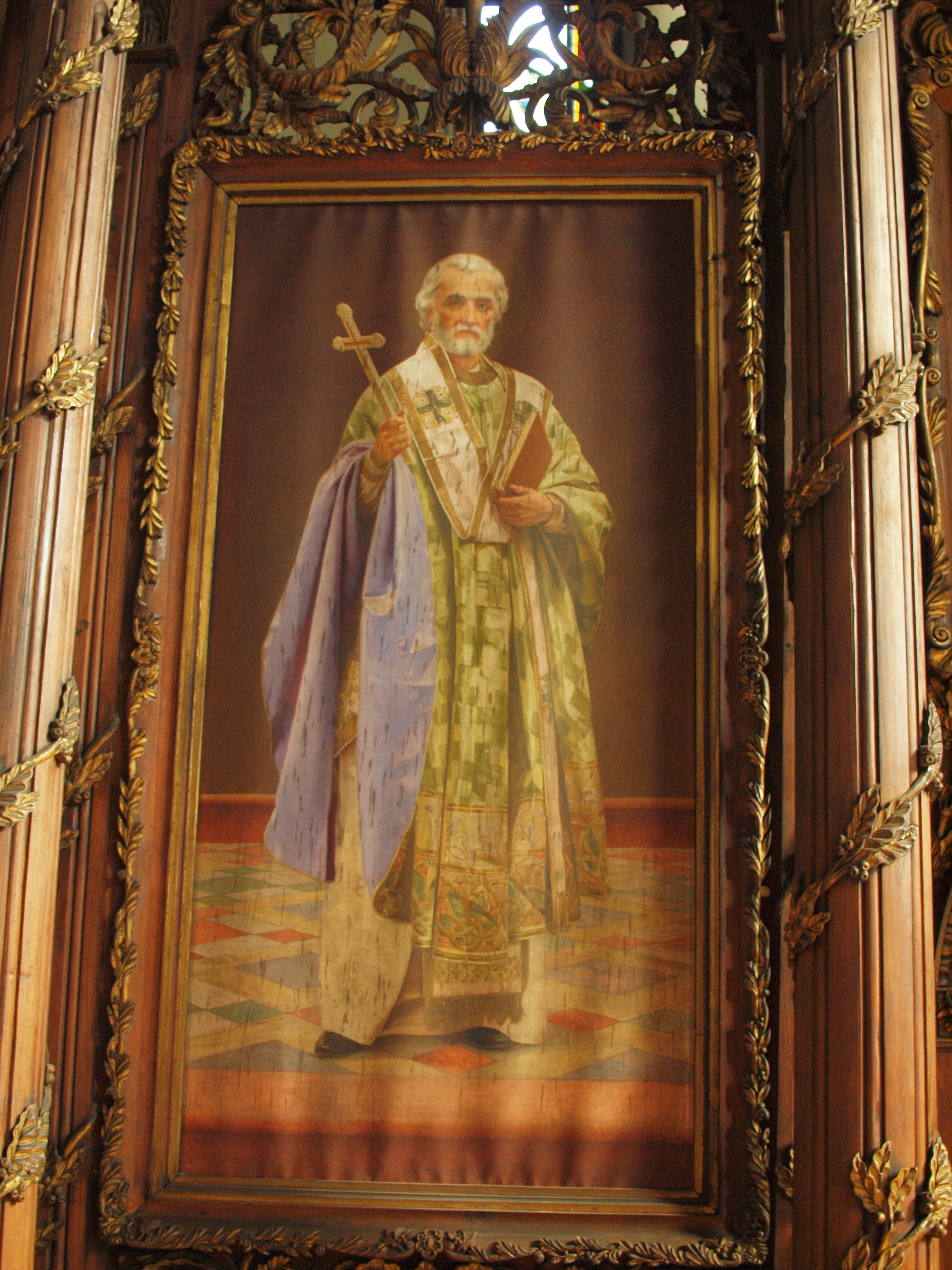
Részlet a rumi ikonosztázionból
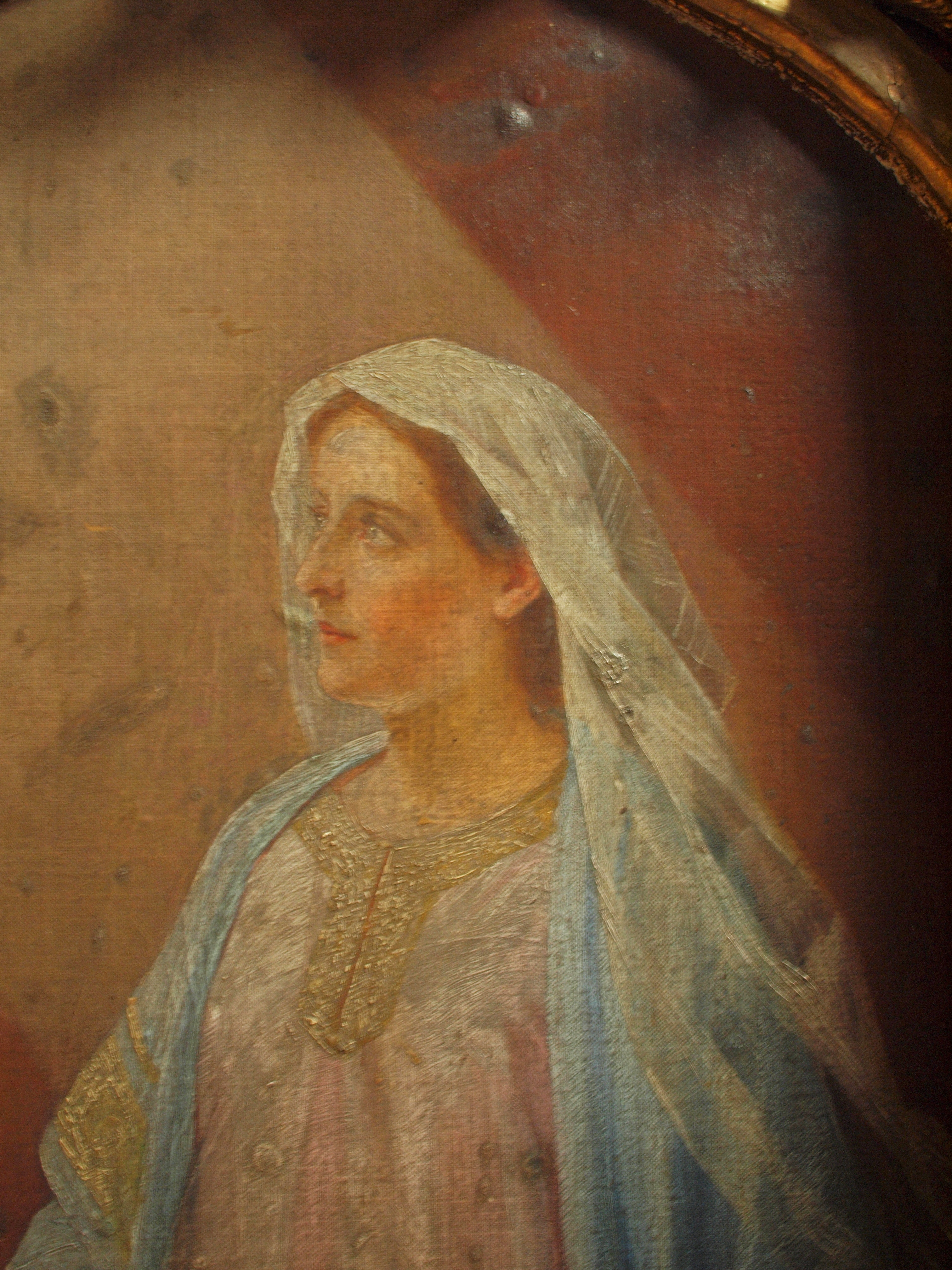
Részlet a rumi ikonosztázionból (a király-ajtó jobbszárnya)
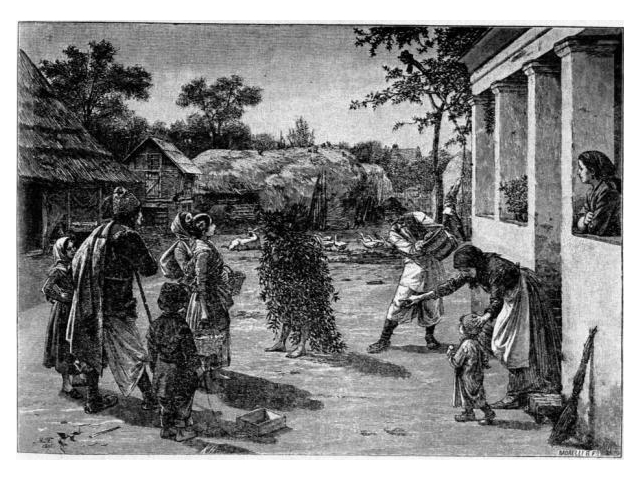
A Dodola lelocsolása. (1892) (Esővarázslás a faluban.)